# Geosiphon
Geosiphon F.Wettst. (1915) es un género de hongos de la familia Geosiphonaceae con una única especie conocida, Geosiphon pyriforme (Kütz.) F.Wettst. (1915). Geosiphon es el único representante de la clase Glomeromycetes que no forma micorrizas arbusculares con plantas superiores, sin embargo forma un tipo de simbiosis endosimbiótica con la cianobacteria Nostoc punctiforme Hariot (1891). 
Este organismo presenta un micelio subterráneo de crecimiento horizontal formado por hifas muy ramificadas, anaptosomadas y cenocíticas que forman grandes clamidosporas. Al tomar contacto estas hifas con una célula de Nostoc punctiforme, con  quien comparte hábitat, se inicia un proceso de endocitosis que culmina con la formación de una vesícula piriforme multinucleada de hasta 2 mm de longitud que contiene filamentos de la cianobacteria. En el interior de esta vesícula Nostoc realiza la fotosíntesis a tasas superiores que las que presenta en vida libre beneficiándose el hongo de la posterior producción de azúcares. Al mismo tiempo la cianobacteria prolifera notablemente gracias a los fosfatos que el hongo le suministra y que se encuentran en muy bajas concentraciones en el medio exterior.
La naturaleza de esta asociación es problemática. Por una parte este organismo está considerado por muchos autores como un liquen al ser una simbiosis simple entre un hongo y una cianobacteria. Dada la diversidad de líquenes conocida y su origen parafilético es difícil marcar más caracteres comunes a todos estos organismos. Por otra parte algunas definiciones más complejas sobre qué es un liquen no reconocen a estos organismos como una simple asociación sino que necesitan que esta tenga lugar con ambos simbiontes en estrecho contacto. Sería por tanto necesaria la presencia de una organización de los simbiontes en estratos íntimamante ligados, de estructuras reproductivas con la presencia de ambos organismos como isidios o soredios o de estructuras tróficas como los haustorios del hongo penetrando las células del fotobionte. Ya que Geosiphon no cumple este criterio de complejidad algunos autores prefieren llamar a esta asociación consorcio endocitobiótico.

## Descripción

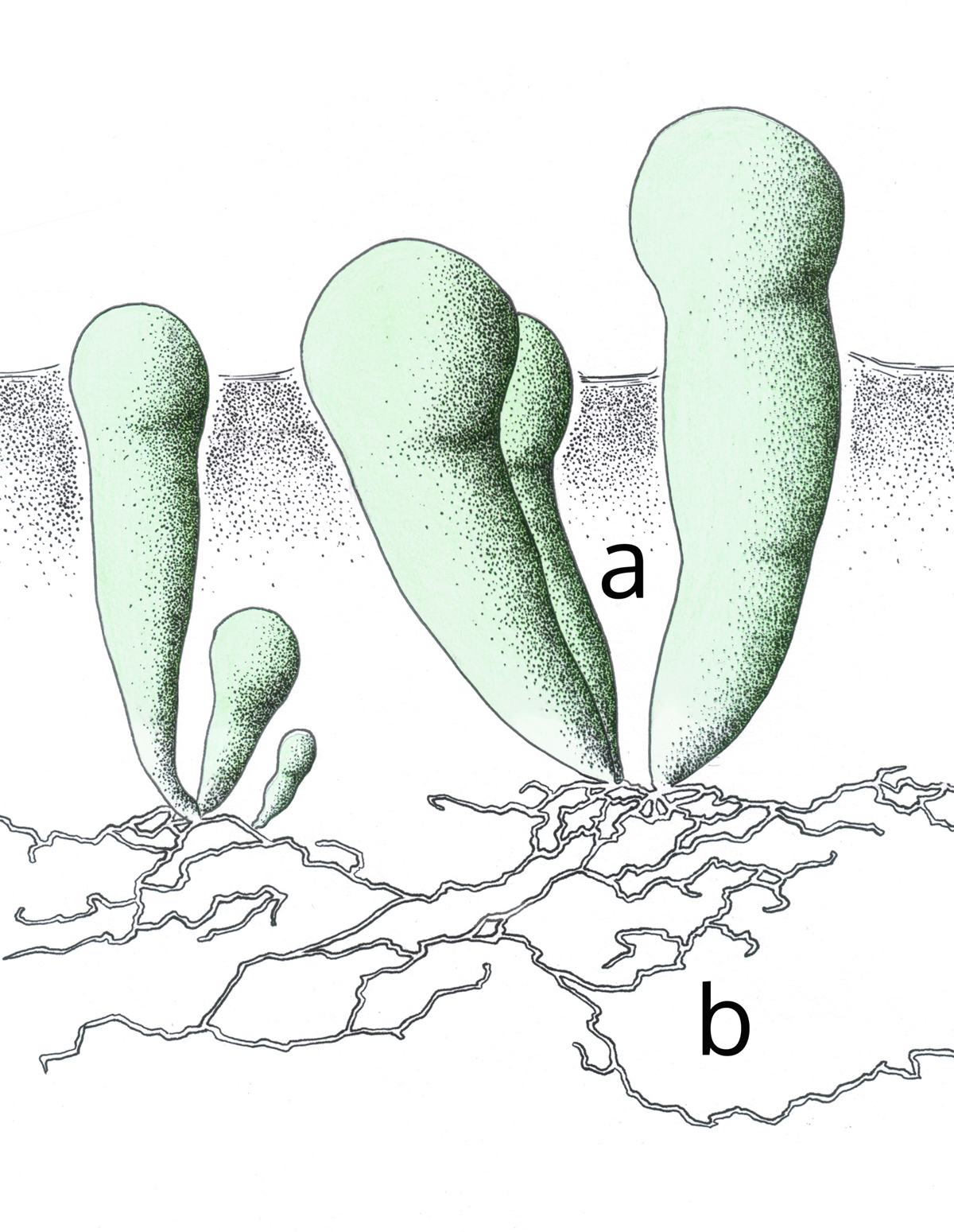
Anatomía de G. pyriforme.
a:vesícula piriforme, b:micelio.

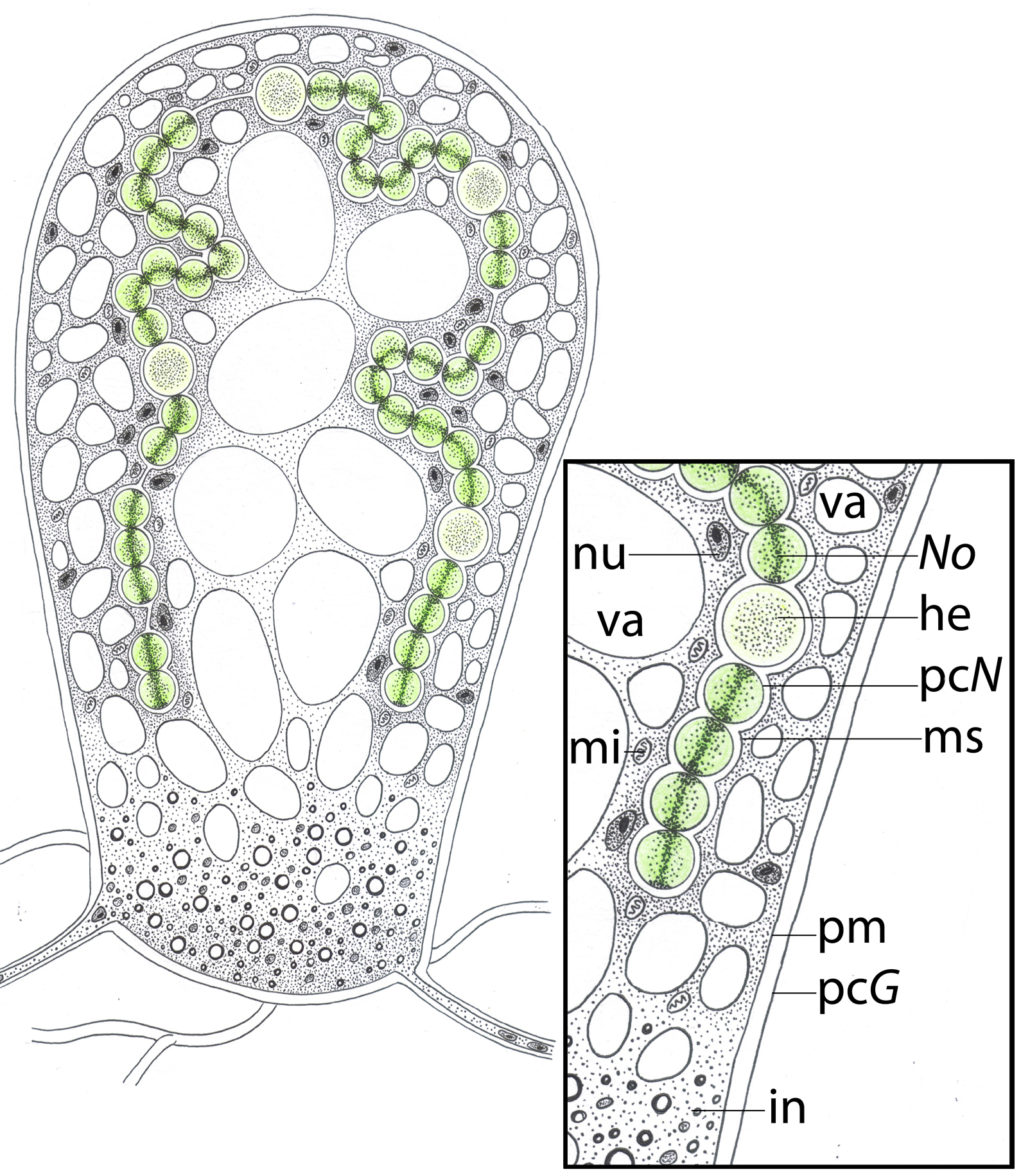
Estructura interna de la vesícula de Geosiphon pyriforme.
Leyenda pcN: pared celular de Nostoc, No: filamento de Nostoc, he: heterocisto,
ms: membrana simbiosomal, pm: plasmalema, pcG: pared celular de Geosiphon, nu: núcleo, mi: mitocondria, in: inclusiones citopasmáticas, va: vacuola.

Este organismo es un consorcio endosimbiótico formado por un hongo glomeromicota o micosimbionte, Geosiphon pyriforme propiamente dicho, y una cianobacteria filamentosa o fotosimbionte del género Nostoc. 
En Geosiphon pyriforme el hongo forma un micelio hipogeo y plagiotrófico (de crecimiento horizontal) formado por hifas profusamente ramificadas, anaptomosadas, cenocíticas y no septadas o escasamente septadas en madurez y senescencia. En la zona terminal de las hifas se forman clamidosporas únicas o en grupos reducidos. Estas esporas son de gran tamaño, entre 160 y 320 μm de diámetro y color blanco opaco, y recuerdan morfológicamente a las producidas por otros hongos micorrízicos arbusculares con plantas superiores.
En diversos puntos del micelio las hifas se desarrollan verticalmente hasta la superficie del sustrato formando una vesícula piriforme de color verde intenso, de entre 1 y 2 mm de longitud y alrededor de 0,3 mm de diámetro, que contiene en su interior filamentos de la cianobacteria que sintetizará azúcares vía fotosíntesis para el consorcio.
El filamento de Nostoc está formado a su vez por células esféricas a ovoides que presentan habitualmente una constricción en su zona media y un diámetro de 0,5 μm. El hongo es capaz de formar vesículas simbióticas piriformes cada tres semanas y cada una de ellas es funcional durante unos seis meses, transcurridos los cuales degenera.
La vesícula está formada por una gruesa, elástica y transparente membrana de quitina fibrilar que mantiene una presión interna cercana a los 6 bares. La matriz de la vesícula está formada principalmente por un material mucilaginoso correspondiente al citoplasma del hongo, orgánulos de este (entre ellos gran cantidad de núcleos y vacuolas) y por el simbiosoma, una única compartimentación formada por una membrana de origen fúngico que contiene los filamentos y heterocistos de Nostoc. 
El espacio delimitado por la membrana del simbiosoma y la pared celular de la cianobacteria, denominado espacio simbiosomal, tiene entre 30 y 40 nm de grosor allí donde existen células de Nostoc y entre 20 y 30 nm en aquellos lugares en los que no. El espacio simbiosomal está ocupado por material amorfo que parece ser formado únicamente por el hongo ya que en él no se ha detectado la presencia de manosa, fucosa, N-Acetilgalactosamina, ácido siálico o N-Acetilglucosamina, componentes que forman parte de la capa de mucílago que posee Nostoc en vida libre.
El simbiosoma conteniendo los filamentos ocupan principalmente la zona periférica de los dos tercios superiores de la vesícula junto a pequeñas vacuolas y mitocondrias fúngicas mientras que la zona interna está formada casi exclusivamente por mucílago y vacuolas de gran tamaño. Las cianobacterias incluidas en este consorcio desarrollan un mayor tamaño celular y una mayor concentración de pigmentos que la que presentan los mismos organismos en vida libre o en asociaciones simbióticas de otro tipo. El tercio inferior de la vesícula está ocupada por una compleja mezcla de matriz, gránulos de glucógeno formados probablemente por Nostoc, vacuolas lipídicas, microsomas y otras inclusiones resultado del metabolismo del hongo.

## Formación de la simbiosisGeosiphon-Nostoc
Reconocimiento del fotosimbionte.

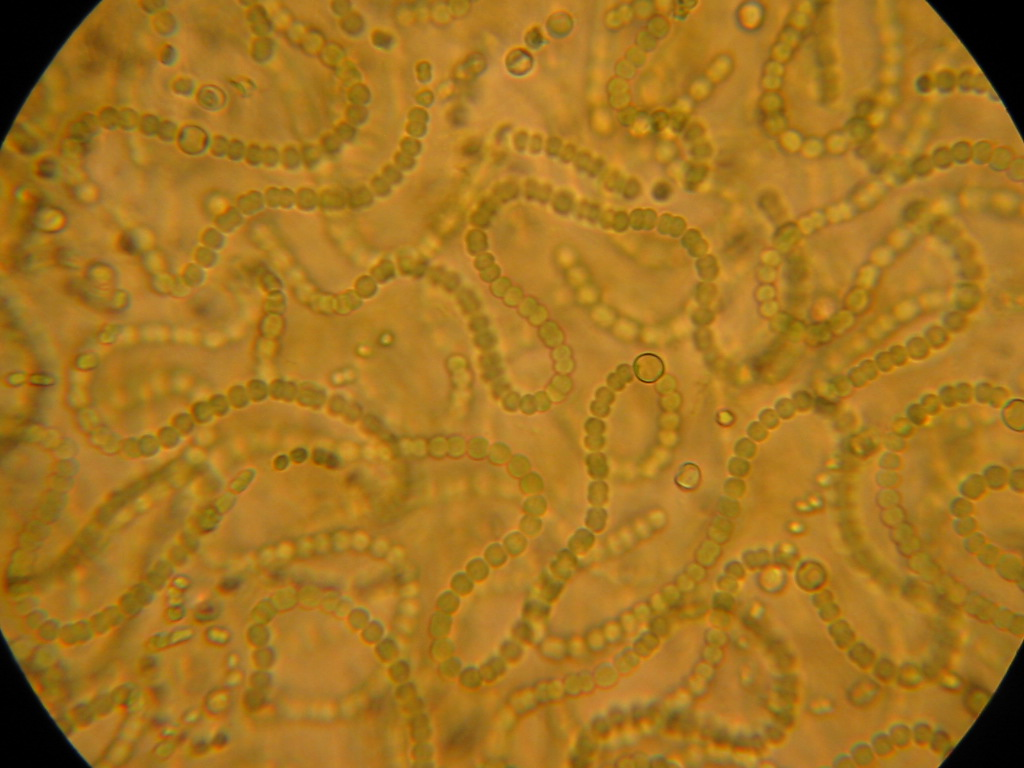
Filamentos de Nostoc con heterocistos.

La simbiosis comienza cuando el extremo de una de las hifas del hongo toma contacto con Nostoc, con la que comparte el hábitat. La cianobacteria que forma la simbiosis con Geosiphon es Nostoc punctiforme, un organismo capaz de formar simbiosis con vegetales de los géneros Anthoceros, Blasia y Gunnera. Nostoc, a diferencia de la mayoría de las algas que participan de endosimbiosis como Cyanophora paradoxa, Glaucosphaera vacuolata, Gloeochaete wittrockiana o Glaucocystis nostochinearum, puede desarrollarse independientemente de un macrobionte. Nostoc es, por tanto, un simbionte facultativo mientras que Geosiphon pyriforme es un simbionte estricto ya que hasta la actualidad no se ha observado creciendo sin formar simbiosis. Existe una cierta especificidad en la asociación con el micobionte a nivel molecular debido a que tan solo algunas cepas de Nostoc punctiforme pueden ser incorporadas por el hongo y, de estas, unas pocas permiten el desarrollo de la vesícula simbiótica. Según algunas investigaciones las cepas de Nostoc capaces de formar la simbiosis son aquellas que ya habían formado parte previamente de una simbiosis con un vegetal tipo Anthoceros o Blasia.
Endosimbiosis
Para que tenga lugar la incorporación por parte del hongo la cianobacteria debe estar en estado inmóvil de primordium, una forma latente, ya que los hormogonios móviles nunca son incorporados. Es posible que el elemento clave en el reconocimiento de la cianobacteria por parte del hongo sea la presencia en la membrana de las células del primordium del monosacárido manosa, ausente en los heterocistos y acinetos. El mecanismo, sin embargo, parece ser más complejo pues se ha observado que el hongo en primer lugar inmoviliza un hormogonio de Nostoc promoviendo la transformación de este en primordium.
Una vez Nostoc se encuentra inmovilizado y en estado de primordium las células terminales de las hifas del hongo excretan citoplasma sobre las células de la cianobacteria como paso previo a su endocitosis. Esta endocitosis dura entre 1 y 2 días y parece tener lugar por la reincorporación del material mucilaginoso excretado, con la cianobacteria embebida en él, por parte de las células terminales de una o varias hifas de Geosiphon. Tras esto las hifas que contienen Nostoc y algunas adyacentes fusionan sus paredes celulares y cambian su morfología tomando forma piriforme para formar una vesícula multinucleada de mayor tamaño. El posterior crecimiento de las hifás fúngicas mantiene a Nostoc dentro de esta estructura quedando siempre fuera de ella los heterocistos.
Maduración del simbionte.
El estrés producido en las células de la cianobacteria que han sido endocitadas provoca que pierdan parte de sus pigmentos en los primeros estadios de la simbiosis. Sin embargo inmediatamente a este proceso, cuando el hongo comienza a formar la vesícula, la cianobacteria recupera su actividad sintetizando más pigmentos y proliferando por división a una velocidad entre 2 y 3 veces superior a la que presenta el organismo de vida libre.
La cianobacteria incorporada se vuelve de este modo metabólicamente activa en el interior de las vesículas que adquieren un color verde oscuro y pueden ser observadas sobre la superficie del suelo, expuestas a la luz solar. Las vesículas formadas presentan en sus membranas quitina al igual que la membrana celular de las hifas fúngicas aunque sus propiedades de permeabilidad son diferentes a estas y más relacionadas con la de las estructuras arbusculares de los hongos micorrícicos.
Ventajas de la simbiosis.
Una vez formada la simbiosis la cianobacteria es capaz de fijar CO2 atmosférico en el interior de las vesículas mientras que se produce una fijación de nitrógeno por parte de los heterocistos que se han formado en el filamento. La incorporación de CO2 se realiza a tasas superiores en presencia de luz mediante la ruta de las pentosas fosfato que en oscuridad mediante la ruta fosfoenolpiruvato carboxilasa como ocurre en los filamentos de vida libre. En cualquier caso la tasa total de fijación de CO2 de Nostoc en simbiosis es superior a la que posee en vida libre mientras que la fijación de nitrógeno es menor en los heterocistos del organismo en endosimbiósis con Geosiphon que en los de Nostoc micorrizal con plantas superiores por lo que se intuye que la función principal de la cianobacteria en esta simbiosis es la fotosíntesis.
La simbiosis formada es beneficiosa para el hongo al conseguir una fuente endógena de azúcares sintetizados por la cianobacteria. Esta ventaja es mayor aún en este hongo pues su membrana externa es particularmente impermeable a moléculas de un tamaño mayor a 0,45 o 0,5 nm, lo que excluye por ejemplo la incorporación de glucosa del medio externo. La cianobacteria por su parte recibe del hongo unas condiciones de homeostasis que benefician a su crecimiento y un suplemento de fosfato que no se encuentra en el medio externo.

## Distribución y hábitat

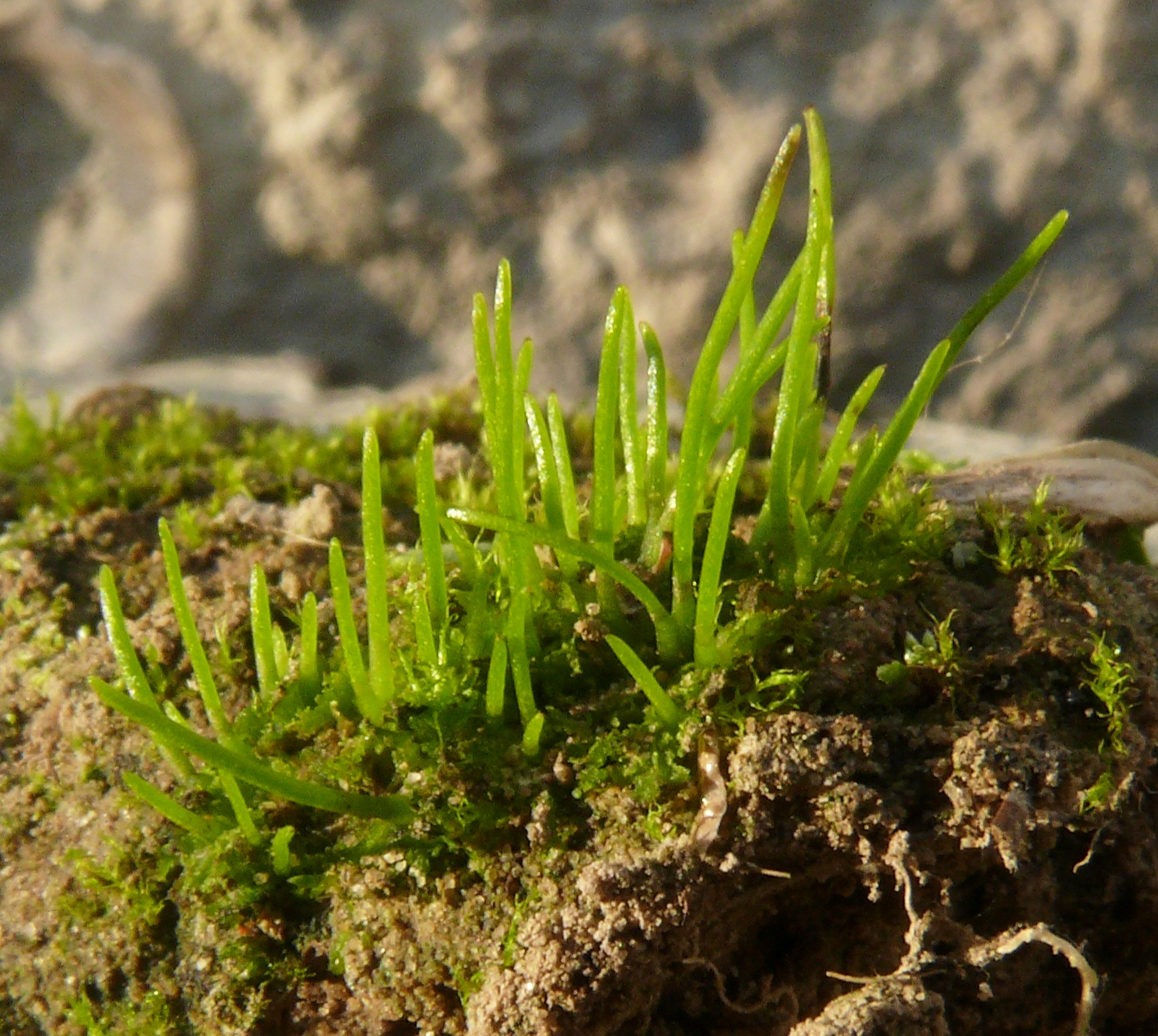
Anthoceros agrestis.

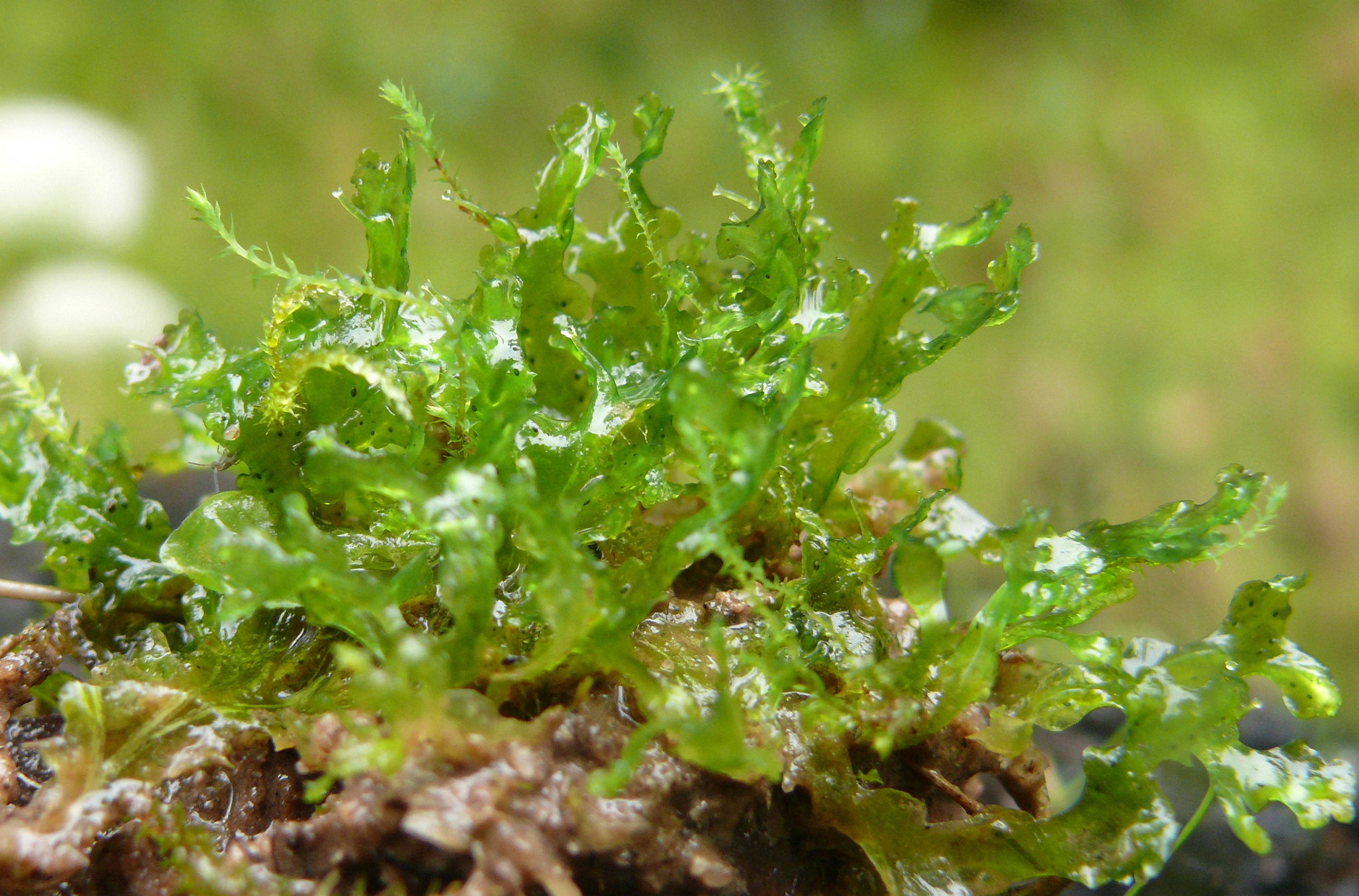
Blasia pusilla.

Geosiphon pyriforme se desarrolla en la capa más superficial de suelos húmedos, arcillosos y pobres en fosfato permaneciendo su micelio oculto en los primeros milímetros de sustrato. Comparte el hábitat con una comunidad de briófitos caracterizada por la presencia de hepáticas del género Blasia y de antocerotófitos del género Anthoceros, organismos que también mantienen relaciones de simbiosis con Nostoc.
Aunque se supone que su distribución debe ser mundial desde el descubrimiento de esta especie se ha citado su presencia únicamente en cinco localidades, todas ellas con las mismas características ecológicas. Sin embargo actualmente solo puede encontrarse en una de ellas, situada en los montes Spessart, cerca de Bibergemünd (Alemania).

## Filogenia y taxonomía
El nombre genérico, Geosiphon, proviene de las palabras griegas ge (γῆ) que significa suelo y sipho, siphonis (σίφω) que significa tubo. 
El epíteto específico, pyriforme, proviene de las palabras latinas pírus, pyrus que significa pera y fórmis que significa forma. Varios autores han hecho notar que la forma correcta de este epíteto debería ser pyriformis ya que el nombre que la precede es masculino por serlo la palabra sipho, siphonis.
Dada la complejidad de este organismo su nombre científico fue utilizado en un principio para nombrar únicamente al simbionte, desde la concepción de que era un único organismo perteneciente al grupo de los líquenes, y posteriormente hasta la actualidad sólo para el hongo, manteniendo la denominación «simbiosis Geosiphon» o «simbiosis Geosiphon-Nostoc» para el consorcio.
Geosiphon pyriforme fue descubierto en 1862 por Friedrich Traugott Kützing y descrito originalmente como un alga sifonal de nombre Botrydium pyiriforme. El descubrimiento de la naturaleza simbiótica del organismo no tuvo lugar hasta que en 1915 Fritz von Wettstein identificó la presencia en el talo de un hospedador o macrobionte, un alga sifonal heterotrófica, y una cianobacteria ya conocida, Nostoc. La verdadera naturaleza del hospedador principal fue finalmente reconocida en 1933 por Edgar Knapp al identificar al macrosimbionte como un hongo e intentar cultivar y reproducir el talo del simbionte a partir de sus componentes sin éxito. Este proceso de cultivo fue finalmente logrado por Dieter Mollenhauer y Rosi Mollenhauer que en 1988 consiguieron obtener el talo completo del consorcio a través de un complejo proceso en el que se ponían en contacto esporas del hongo obtenidas en su medio natural y que de por sí podrían únicamente formar un micelio con cultivos de Nostoc filamentoso en medios con un muy bajo contenido en fosfato para evitar la excesiva proliferación del alga.
Estudios filogenéticos basados en las subunidades pequeñas del ARNr han permitido establecer una relación filogenética entre el hongo Geosiphon y otros hongos micorrízicos arbusculares agrupándose todos ellos en la clase Glomeromycetes. A pesar de esta relación no se ha podido observar la presencia de Geosiphon en micorrizas de tipo arbuscular con ninguna planta superior ni tampoco la formación de endosimbiosis con cianocacterias u otro organismo fotosintético por parte de ningún glomeromiceto salvo este.